# Kraftwerk Siekierki
Das Heizkraftwerk Siekerki ist eines der größten Heizkraftwerke Polens. Es liegt im Stadtteil Siekierki im Bezirk Mokotów im Süden Warschaus und ist das größte Kraftwerk der polnischen Hauptstadt. Neben Strom wird nach dem Kraft-Wärme-Kopplungs-Prinzip auch Fernwärme erzeugt. Das Kühlwasser kommt aus der nahe gelegenen Weichsel, Siekerki besitzt keinen Kühlturm.
Der erste Block des Kraftwerks ging 1961 ans Netz. Heute besteht das Kraftwerk aus mehreren, zum Teil komplex verschalteten Einzelanlagen. Insgesamt hat das Kraftwerk eine elektrische Leistung von 620 MW und eine thermische Leistung von 2080 MW.
Im Jahr 2000 begann Vattenfall Heat Poland S.A., ein Tochterunternehmen des schwedischen Energiekonzerns Vattenfall, Anteile an Siekierki zu erwerben. Heute gehören der Firma 99 % des Kraftwerks.
| Name          | Baujahr | Höhe  |
| ------------- | ------- | ----- |
| Schornstein 1 | 1961    | 120 m |
| Schornstein 2 | 1972    | 200 m |
| Schornstein 3 | 1977    | 200 m |
| Schornstein 4 | 2009    | 200 m |
| Schornstein 5 | 2009    | 170 m |